# Kỷ nguyên tàu buồm
Kỷ nguyên tàu buồm là khoảng thời gian trong đó thương mại quốc tế và hải chiến bị chi phối bởi các tàu buồm, kéo dài từ giữa thế kỷ 16 (hoặc giữa thế kỷ 15) đến giữa thế kỷ 19. Đây là một giai đoạn quan trọng trong thời gian đó tàu buồm vận chuyển những người định cư châu Âu đến các khu vực của thế giới trong một trong các đợt di cư rộng lớn của con người trong lịch sử.
Giống như hầu hết các thời kỳ định kỳ định nghĩa là không chính xác nhưng cũng đủ gần để phục vụ như là một mô tả chung. Kỷ nguyên tàu buồm kéo dài khoảng từ trận Lepanto năm 1571, cuối cùng quan trọng tham gia trong đó các tàu ga-lê chạy bằng sức người chèo và cánh buồm đóng một vai trò quan trọng, trong trận Hampton Roads vào năm 1862, trong đó tàu hơi nước bọc thép CSS Virginia đã phá hủy tàu USS Cumberland và USS Congress, cuối cùng đạt đến đỉnh điểm với sự tiến bộ của năng lượng hơi nước, làm cho cánh buồm năng lượng trong chiến tranh trở nên lỗi thời.
Tàu buồm tiếp tục là một cách vận chuyển hàng hoá tiết kiệm trên những hành trình dài vào những năm 1920. Tàu buồm không cần nhiên liệu hoặc động cơ phức tạp để được hỗ trợ, do đó chúng có xu hướng độc lập hơn từ yêu cầu cơ sở hỗ trợ chuyên dụng trên đất liền. Điều quan trọng là mặc dù, tàu chạy bằng hơi nước đã tổ chức một lợi thế tốc độ và hiếm khi bị cản trở bởi những cơn gió bất lợi, giải phóng tàu chạy hơi nước từ sự cần thiết phải theo gió mậu dịch. Kết quả là, hàng hoá, vật tư cung ứng có thể đến được một cảng nước ngoài trong một nửa thời gian so với chở bằng tàu buồm. Nó là yếu tố sau này đã loại bỏ tàu thuyền buồm sang một bên. Tàu buồm đã được đẩy vào hốc kinh tế nhỏ hơn và hẹp hơn và dần dần biến mất khỏi thương mại. Ngày nay, tàu thuyền chỉ có hiệu quả kinh tế đánh bắt cá ven biển quy mô nhỏ, cùng với sử dụng giải trí như du thuyền và tàu chở khách tham quan sử dụng cánh buồm.